# Hordeum marinum
Hordeum marinum — вид трав'янистих рослин з родини злакові (Poaceae), поширений у Північній Африці, більшій частині Європи, західній, середній Азії та Пакистані.

## Опис
Однорічна рослина. Стебла 10–40 см заввишки, 3–4-вузлові. Листові пластинки 1.5–8 см × 1–3.5 мм. Суцвіття складається з китиць. Китиці довгасті або яйцеподібні, двосторонній, 2–6 см завдовжки. Пиляків 3, 1.3–1.5 мм завдовжки. Зернівки еліпсоїдні.

## Поширення
Поширений у Північній Африці, більшій частині Європи, західній, середній Азії та Пакистані; натуралізований у ПАР, Австралії, Новій Зеландії, Канаді, США, Мексиці, Аргентині, Чилі.
Населяє засолені луки, прибережні болота, русла річок, пустища, сухі луки і росте як бур'ян на пасовищі.